# حادث الكريمات 2023
حادث الكريمات ٢٠٢٣ في 13 حزيران/يونيو 2023، وقع حادث تصادُم سيّارة ميكروباص بشاحِنة «تريلا» متوقفة على «طريق الكريمات - حلوان الصحراوي الشرقي» قبل بوابة حلوان جنوب مدينة الجيزة، ما أدى لمصرع 15 شخصاً وإصابة إثنين آخرين حسب ما أعلنت وسائل إعلام.